# Dioscorea pteropoda
Dioscorea pteropoda là một loài thực vật có hoa trong họ Dioscoreaceae. Loài này được Boivin ex H.Perrier mô tả khoa học đầu tiên năm 1928.